# فرودگاه بین‌المللی لاگویندینگان
فرودگاه بین‌المللی لاگویندینگان (به انگلیسی: Laguindingan International Airport) (به زبان بومی: Paliparang ng Laguindingan) یک فرودگاه همگانی مسافربری است که یک باند فرود بتن دارد و طول باند آن ۲۱۰۰ متر است. این فرودگاه در کشور فیلیپین قرار دارد.

## شرکت‌های هواپیمایی و مقصدهای پروازی

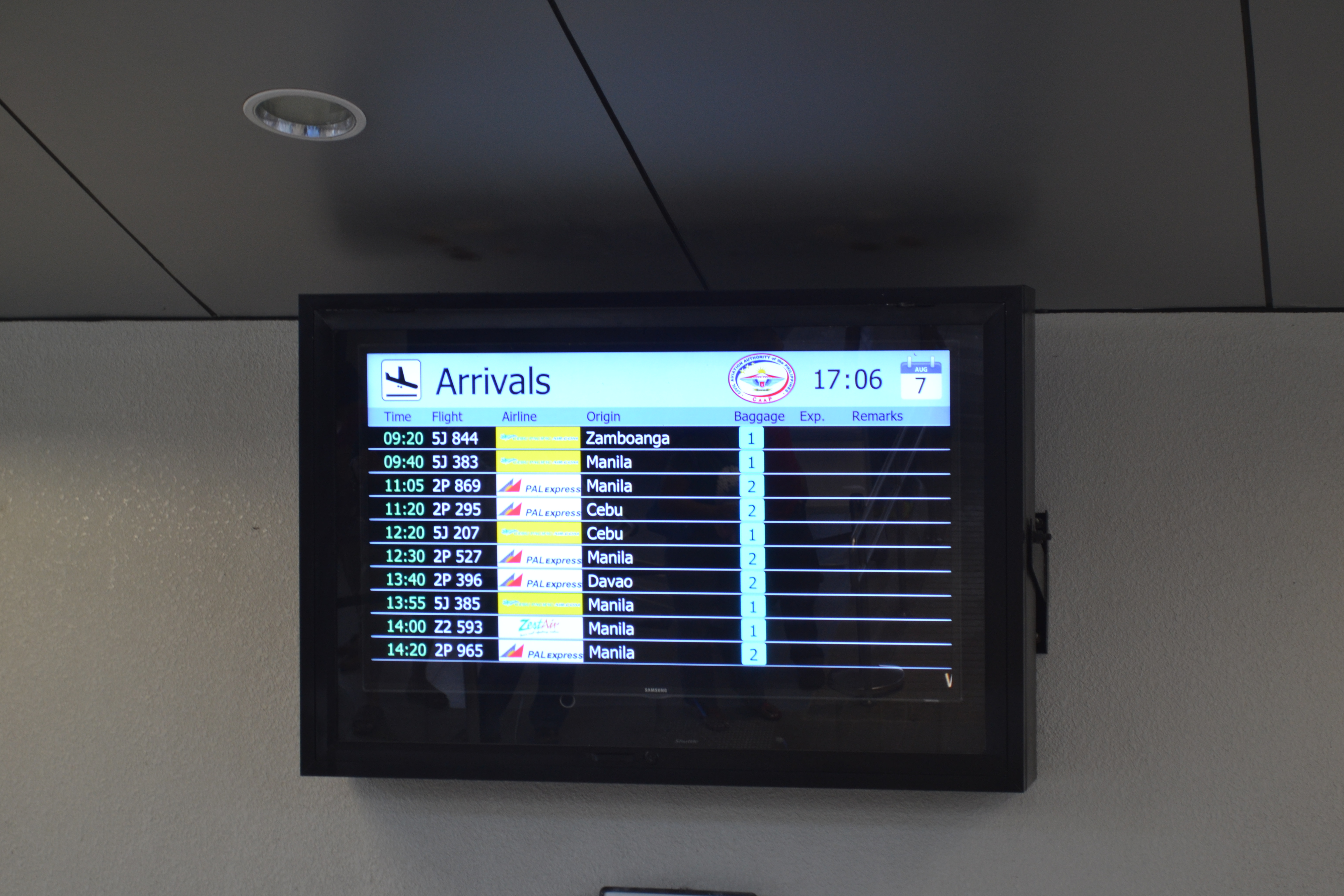
A flight information screen seen at the arrival area.

| شرکت‌های هواپیمایی                      | مقصدهای پروازی |
| -------------------------------------- | --- |
| سبو پسیفیک                             | ایلوئیلو، نینوی آکوئینو |
| سبو پسیفیک اجرا توسط Cebgo             | باکولود-سیلای، گدفریدو پی راموس (آغاز از ۲۰ اکتبر ۲۰۱۷), مکتان-کبو، فرانسیسکو بنگویی، سیبولان (آغاز از ۲۰ اکتبر ۲۰۱۷), تاگبیلاران، زامبونگا |
| فیلیپین ایرلاینز                       | کلارک (آغاز از ۱۶ دسامبر ۲۰۱۷) |
| فیلیپین ایرلاینز اجرا توسط PAL Express | مکتان-کبو، نینوی آکوئینو، فرانسیسکو بنگویی (آغاز از ۱ نوامبر ۲۰۱۷)                                                                          |